# 10미터 공기권총
10m 공기권총은 4.5mm 구경의 공기권총으로 10m 거리의 표적을 사격하는 사격 종목이다. 권총 종목에 있어서 가장 기본적인 종목이다. 올림픽에서는 남·녀 종목 모두 치러진다. 본선 경기 방식은 6개의 시리즈를 10발씩 사격하는 것으로 제한시간은 75분이다. 결선은 총 24발로, 본선과 달리 소숫점으로 점수를 계산한다. 공기권총 10ｍ 결선은 먼저 8명의 선수가 10발을 쏘고, 이후 2발씩 쏴서 최저점 선수가 한 명씩 탈락한다. 1발당 만점은 10.9점이다.

## Steyr LP10
Steyr LP10은 많은 사격 선수들이 사용하는 공기권총이다. 오스트리아의 Steyr사 제품으로, 2008년 베이징 올림픽 금메달 리스트도 이 총으로 경기를 했다.

## Morini CM200
Morini CM200은 Morini사의 새로운 제품으로 카본으로 만들어진 총이다.
1. ↑  “[속보] 오예진·김예지, 공기권총 金·銀 획득…2012 런던대회 이후 두 번째”. 2025년 3월 25일에 확인함.